# سان ماورو سيلينتو
سان ماورو سيلينتو (بالإيطالية: San Mauro Cilento)‏ هي بلدية تقع في مقاطعة سلرنو في منطقة كمبانية بجنوب غرب إيطاليا.